# Гарсиа Гранадос, Мария Хосефа
Мария Хосефа Гарсиа Гранадос-и-Савала (исп. María Josefa García Granados y Zavala; 10 июля 1796 — 28 сентября 1848) — гватемальская интеллектуалка, писательница, поэтесса и журналистка испанского происхождения. Одна из ведущих интеллектуальных сторонниц независимости Гватемалы в 1821 году. Она также считается предтечей феминизма, опередившей свое время и завоевавшей место в гватемальском обществе благодаря своему сильному характеру.
Была сестрой генерала Мигеля Гарсиа Гранадоса, который станет первым либеральным президентом Гватемалы, и Аделаиды Гарсиа Гранадос, бывшей наставницей Петроны Альварес, жены пожизненного консервативного президента Гватемалы генерала Рафаэля Карреры. Поскольку её семья принадлежала к клану Айсинена, в 1829 году Франсиско Морасан изгнал их из страны и лишил их трети собственности.

## Биография
Мария Хосефа Гарсиа Гранадос была по рождению европейкой, поскольку родилась в Эль-Пуэрто-де-Санта-Мария (Испания). Она происходила из аристократической семьи, отправившейся в Испанию, но решившей вернуться в Гватемалу после французского вторжения войск Наполеона на Пиренейский полуостров.
Известная своим друзьям и знакомым как «Пепита», она вышла замуж за Рамона Саборио де ла Вилья из Никарагуа, в браке с которым прожила до самой смерти, родив шестерых детей. Её брат Мигель стал также её собственным зятем — поскольку в то время в семьях из высшего сословия было принято заключать близкородственные браки; он женился на старшей дочери своей сестры, Кристине.

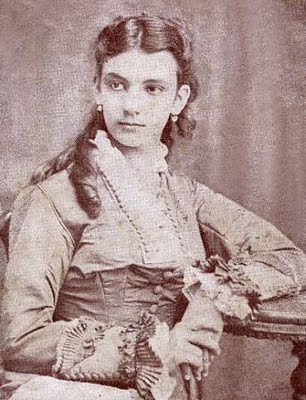
Мария Гарсия Гранадос-и-Саборио, дочь генерала Мигеля Гарсиа Гранадоса и племянница/внучка Марии Хосефы. Она влюбилась в кубинского поэта и героя борьбы за независимость Хосе Марти, когда тот прибыл в Гватемалу в 1876 году, и её безвременная смерть породила легенду La Niña de Guatemala. Из-за сходства их имен её часто путают с Марией Хосефой.

Таким образом, Мария Хосефа приходилась и тётей, и одновременно бабушкой Марии Гарсии Гранадос-и-Саборио, которую знаменитый кубинский поэт Хосе Марти увековечил в своем стихотворении 1891 года La Niña de Guatemala. Известный дипломат Хорхе Гарсия Гранадос был правнуком Гарсии Гранадос-и-Савалы.
Склонность Марии Хосефы к литературе и журналистике побудила её участвовать в собраниях, знакомиться с интеллектуалами и писателями и издавать книги разных жанров. Она была известна своим сильным характером и дружила с влиятельнейшими мужчинами своего времени, ещё до обретения страной независимости посещала знаменитые собрания в доме священника из Мадрида Хосе Марии Кастильи. В круг её друзей, среди прочих, входили Педро Молина Масарьегос, Хосе Франсиско Баррундиа, Хосе Сесилио дель Валье, Мариано Гальвес, Хосе Милья-и-Видаурре и Рафаэль Каррера.
После изгнания в пылу гражданской войны в Центральной Америке консервативного главы государства Мариано де Айсинена-и-Пиньоль и остальных членов его клана в 1829 году Мария Хосефа составила «Портреты» — небольшие сатирические стихотворения с нападками на видных либеральных лидеров и их семьи. Чтобы избежать ордера на арест, ей в итоге пришлось бежать в Чьяпас, где она жила в Сьюдад-Реале вместе со своим братом Мигелем.

## Поэзия и журналистика

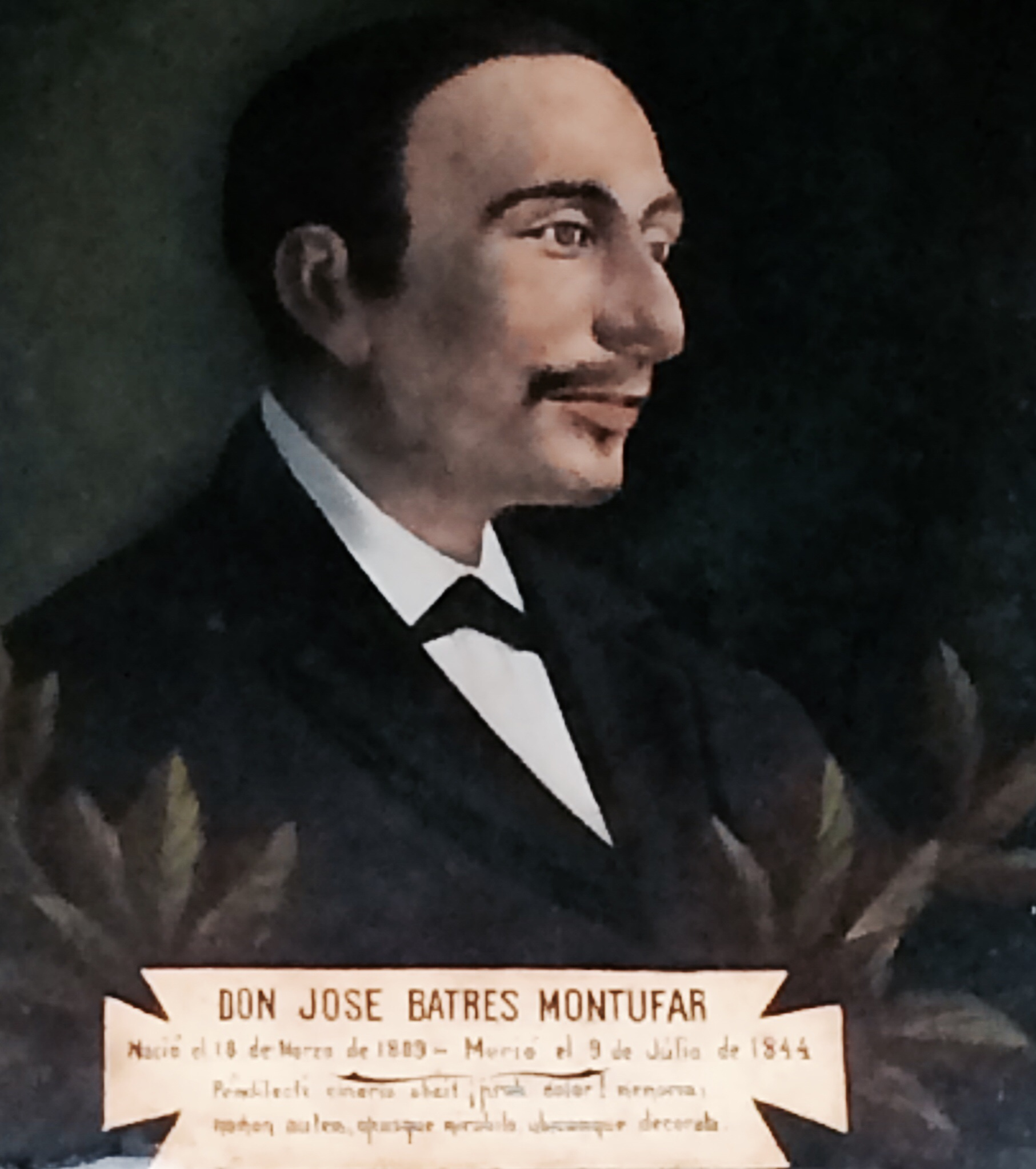
Гватемальский поэт Хосе Батрес Монтуфар, ученик по фортепиано и друг Марии Хосефы Гарсиа Гранадос.

Насчёт художественного наследия Гарсиа Гранадос член Гватемальской академии языка Ана Мария Урруэла де Кесада указывала: «её литературное творчество имеет историческое значение, поскольку её портреты, сатирические произведения и письма способны без романтизма изобразить персонажей и эпизоды, связанные с культурной и политической элитами той ушедшей эпохи». Для Гарсиа Гранадос поэзия была инструментом не только говорить на любовные и романтические темы, но и живо свидетельствовать о том неспокойном времени ожесточенного соперничества между либеральными креолами во главе с Франсиско Морасаном и крестьянскими повстанцами во главе с Рафаэлем Каррерой, неохотно поддержанных консервативными креолами.
Никарагуанский поэт Рубен Дарио в 1887 году назвал её «самой гениальной женщиной, порождённой Центральной Америкой».
Среди её поэтических работ: «Гимн Луне» (1830), «Резолюция», «Красивой девушке, к несчастью помолвленной со стариком», «Пчеле», «Молитва» и «Прощание». Она также перевела некоторые стихи Байрона и работала над исторической поэзией.
Под псевдонимом «Хуан де лас Виньяс» (чтобы в авторе не опознали женщину) Мария Хосефа Гарсия Гранадос участвовала в основании двух газет политического характера и одну литературную.
Во время пребывания доктора Мариано Гальвеса на посту главы государства Гватемала некоторые либералы в Сальвадоре издавали газету под названием «Десять раз по десять»; в свою очередь Гарсиа Гранадос и её друг Хосе Батрес Монтуфар учредили газету под названием «Сто раз по один» (Cien Veces Una).

## Смерть
Существует легенда о смерти Хосефы и Монтуфара: оба твёрдо верили в жизнь после смерти и поэтому в 1844 году, за несколько месяцев до смерти Батреса, договорились, что кто первый из них умрет, вернётся и расскажет, существует ли ад или нет. Говорят, что Мария Хосефа и правда получила сообщение от Батреса: «Ад действительно существует, Пепита!», — после чего бросила писать и ушла из светской жизни, предпочтя ей благочестивость.
Она умерла четыре года спустя, 28 сентября 1848 года. Любопытно, что она была похоронена совсем рядом с могилой Игнасио Гомеса, заклятого врага Гарсиа Гранадос при жизни.